# Erythronychia velutina
Erythronychia velutina là một loài ruồi trong họ Tachinidae.